# Singaporemma singulare
Singaporemma singulare är en spindelart som beskrevs av Shear 1978. Singaporemma singulare ingår i släktet Singaporemma och familjen Tetrablemmidae.
Artens utbredningsområde är Singapore. Inga underarter finns listade i Catalogue of Life.